# Teseo encuentra la espada de su padre
Teseo encuentra la espada de su padre es un cuadro del pintor Nicolas Poussin, realizado en 1638, que se encuentra en el Museo Condé de Chantilly (Oise), Francia.
Poussin narra en el cuadro la escena en la que el héroe mítico Teseo encuentra la espada y las sandalias que su padre había ocultado años atrás. El mito ateniense narra que Egeo, el padre de Teseo se acostó ebrio con Etra, hija del rey de Trecén, Piteo. De la relación nacería Teseo, pero su padre no llegaría a conocerlo entonces. 
Al marcharse de Trecén, Egeo escondió unas sandalias y una espada bajo una gran roca, y encargó a Etra que si tenía un hijo varón capaz de levantar la piedra, recuperara los objetos para que le reconociera como su descendiente. Ese es el momento representado en la obra.
Posteriormente, Teseo realizaría un épico viaje a Atenas para conocer a su padre y heredar su trono.